# Pulsante

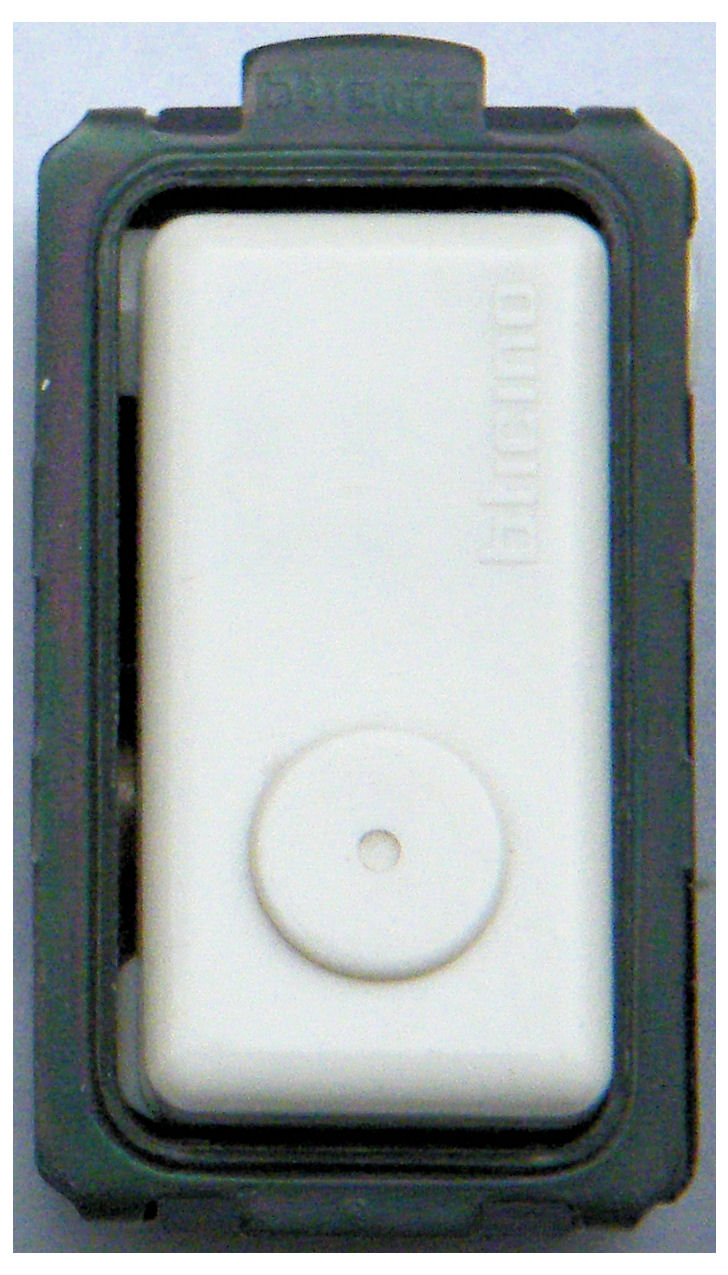
Un pulsante

Il pulsante è un dispositivo elettrico con una sola posizione di riposo (monostabile), una volta azionato una molla lo riporta alla posizione di partenza appena viene rilasciato.
Nell'impiantistica civile si utilizza spesso per accendere e spegnere la luce per mezzo di un relè, per suonare il campanello o per chiamare l'ascensore al proprio piano.
Gli impianti civili che utilizzano i pulsanti e i relè appartengono alla categoria dei comandi indiretti. Sono detti così perché la corrente che scorre nell'organo di comando non è la stessa che scorre nella lampada.
Nell'impiantistica industriale esistono due tipi di pulsanti:
- Normally open (NO): in italiano "normalmente aperto", appena viene premuto chiude il circuito;
- Normally closed (NC): in italiano "normalmente chiuso", appena viene premuto apre il circuito.